# Informationssystem Verkehrszulassung
Das Informationssystem Verkehrszulassung ist das zentrale Informationssystem der schweizerischen Strassenverkehrsämter über Fahrzeuge und Fahrer. Ab dem 1. Januar 2019 wurden die beiden Register (FABER und ADMAS) im Informationssystem Verkehrszulassung (abgekürzt IVZ-Register) zusammengefasst. Die rechtliche Grundlage für das Register ist die Verordnung über das Informationssystem Verkehrszulassung (IVZV).

## Inhalte des Registers

### Subsystem IVZ-Personen
Das Subsystem IVZ-Personen umfasst die Fahrberechtigungen, welche durch schweizerische Behörden oder ausländische Behörden an Personen mit Wohnsitz in der Schweiz erteilt wurden.

#### Identifikationsmerkmal
- persönliche Identifikationsnummer (PIN IVZ-Personen), früher FABER-PIN

#### Inhaberdaten
- Vor- und Nachname
- Geburtsdatum und Heimatort (bzw. Geburtsort)
- Nationalität
- Geschlecht
- Passfoto sowie das Erfassungsdatum
- Unterschrift des Inhabers sowie das Erfassungsdatum
- Datum des Besuchs der Weiterausbildung
- Datum der letzten medizinischen Kontrolluntersuchungen (letzte med. Kontrolluntersuchung, nächste med. Kontrolluntersuchung, Intervall)
- Wohnadresse
- Zuständiger Kanton (i. d. R. der Wohnkanton)

#### Befugnisse zur Abfrage
- Kantonspolizeien
- Bundesamt für Zoll und Grenzsicherheit als Grenzorgane

### Subsystem IVZ-Massnahmen
Das Subsystem IVZ-Massnahmen umfasst rechtskräftige Administrativmassnahmen (Art. 89c Buchst. d) Strassenverkehrsgesetz).

#### Identifikationsmerkmal
- persönliche Identifikationsnummer (PIN IVZ-Personen)

#### Führerausweisdaten
- Art des Führerausweises
- Führerausweiskategorien

#### Massnahmendaten
- Art der Administrativmassnahme sowie die Dauer im Monaten inkl. Beginn und Ende
- Gründe für die Administrativmassnahme
- Auslandstat, ja oder nein?
- Widerhandlung Verkehrsunfall, ja oder nein?
- Fahrzeugart
- Tatdatum
- Verfügungsbehörde und Datum

#### Verjährung
- Verweigerungen, Entzüge und Aberkennungen von Lernfahr-, Führer- oder Fahrlehrerausweisen (inkl. Fahrverbote): 10 Jahre nach Ablauf bzw. Aufhebung
- andere als oben genannte Massnahmen: 5 Jahre nach Eintreten der Rechtskraft
- Annullierung des Führerausweises auf Probe: 10 Jahre nach Wiedererteilung eines Führerausweises
- Unbefristete Entzüge wegen Nichteignung: keine Verjährung für die gesamte Dauer der Massnahme
- Die Entfernung von Massnahmen werden verzögert, wenn eine neue Massnahme eingetragen wird.[2][3]
- Bei Tod des Betroffenen werden alle Daten sofort gelöscht.

### Subsystem IVZ-Fahrzeuge
Das Subsystem IVZ-Fahrzeuge umfasst folgende Daten von Fahrzeugen, welche von den schweizerischen Behörden zugelassen wurden.

#### Identifikationsdaten
- Stammnummer
- Fahrgestellnummer (FIN bzw. VIN)

#### Administrative Daten
- Datum der Inverkehrssetzung (Erstzulassung) und der Ausserverkehrssetzung (Ausserbetriebssetzung)
- Daten des zugehörigen Fahrzeugausweises
- Standortadresse
- Lenkeradresse
- Daten der periodischen Fahrzeugprüfung (MFK)
- Angaben zum Ersatzfahrzeug

#### Fahrzeugtypendaten/Technische Daten
- Nummer der Gesamtgenehmigung oder der Typengenehmigung (in der Regel inzwischen die EG-Typengenehmigung)
- Markendaten
- Modelldaten

#### Halterdaten
- Identifikation des Halters
- Personenart
- Name oder Firma
- Adresse
- Geburtsdatum
- Heimatort (oder Geburtsort)
- Nationalität
- Geschlecht
- Sprache
- Auskunftsstatus

#### Daten zum Kontrollschild
- Identifikation des Kontrollschilds
- Inverkehrssetzung und ggf. Ausserverkehrssetzung
- Sperrdaten gem. Art. 89b SVG